# Cultroribula tridentata
Cultroribula tridentata är en kvalsterart som beskrevs av Mihelcic 1958. Cultroribula tridentata ingår i släktet Cultroribula och familjen Astegistidae. Inga underarter finns listade i Catalogue of Life.